# Zamek Królewski na Wawelu
Zamek Królewski na Wawelu är ett slott i Kraków i Polen. 
Det uppfördes från 1000-talet, då Kraków blev Polens huvudstad och säte för de polska regenterna. Det användes som residens för kungafamiljen fram till att huvudstaden flyttade till Warszawa under 1500- och 1600-talen. 

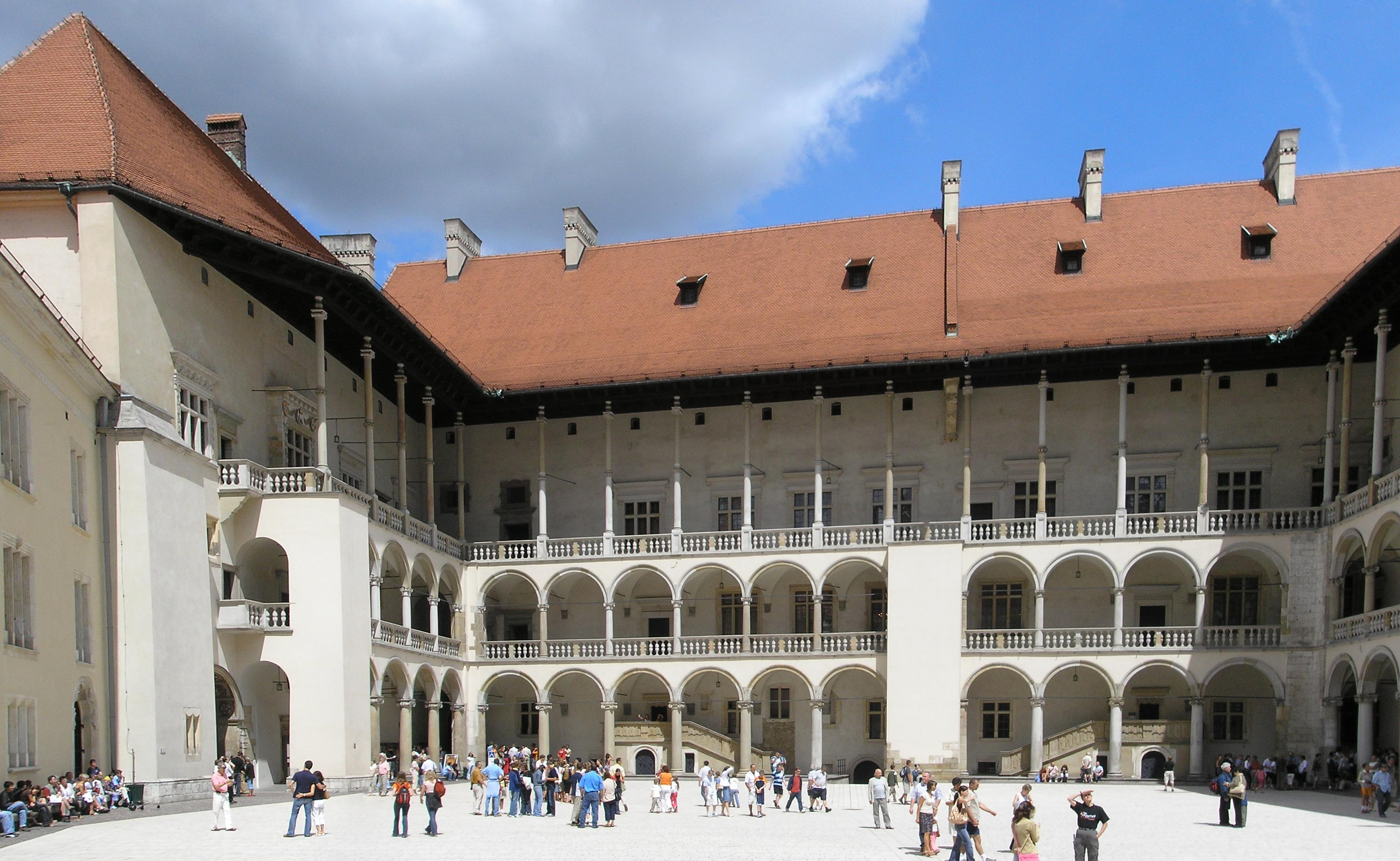